# Eleotridae
Eleotridae é uma família de peixes da subordem Gobioidei. Possui mais de 180 espécies. Os peixes desta família são conhecidos como guavinas.

## Géneros
- Aboma
- Butis
- Dormitator
- Eleotris
- Gammogobius
- Gobiomorus
- Guavina
- Hypseleotris
- Lioteres
- Mesogobius
- Mistichthys
- Monishia
- Mucogobius
- Obtortiophagus
- Ophieleotris
- Ophiocara
- Oxyeleotris
- Pandaka
- Parachaeturichthys
- Parapocryptus
- Philypnodon
- Platygobius
- Ponticola
- Priolepis
- Psammogobius
- Pseudapocryptes
- Psilotris
- Pterogobius
- Pyosicus
- Silhouettea
- Sufflogobius
- Vaimosa
- Vanderhorstia
- Waitea
- Xenisthmus